# Frullania capensis
Frullania capensis là một loài rêu tản trong họ Jubulaceae. Loài này được Gottsche miêu tả khoa học lần đầu tiên năm 1845.